# 浅木村 (福岡県)
浅木村（あさぎむら）は、1889年4月1日から1929年4月1日まで福岡県遠賀郡にあった村。現在の遠賀郡遠賀町の一部にあたる。

## 地理
河川：遠賀川

## 歴史
- 1889年（明治22年）4月1日 - 遠賀郡虫生津村、木守村、下底井野村、別府村の一部（高家・花園・尾倉）が合併し浅木村が設立[1][2]。
- 1896年（明治29年）- 浅木村農会設立[1]
- 1928年（昭和3年）- 浅木村公設消防組織設立[1]
- 1929年（昭和4年）4月1日 - 遠賀郡島門村と合併し遠賀村を新設して消滅[1][2]。